# Gilbert Rouget
Pour les articles homonymes, voir Rouget (homonymie).
Gilbert Rouget, né le 9 juillet 1916 à Paris et mort le 8 novembre 2017 à Ivry-sur-Seine, est un ethnomusicologue français, directeur de recherche honoraire au CNRS.
Il fut directeur du département d'ethnomusicologie du musée de l'Homme.

## Biographie

### Formation
Licencié ès lettres de la faculté des lettres de Paris en 1943, ethnologie et histoire de la musique (1943). Gilbert Rouget se forme en ethnologie et anthropologie à l'École pratique des hautes études (sciences religieuses). Il soutient une thèse d'État en ethnologie, intitulée La musique et la transe : esquisse d'une théorie générale des relations de la musique et de la possession, sous la direction d'Éric de Dampierre, à l'université Paris-X-Nanterre (1980).
Il étudie le piano à l'Institut Raymond-Thiberge (Paris) puis avec Yvette Grimaud et madame Gauthier, professeur à la Schola Cantorum de Paris.
En septembre 1960, il signe le Manifeste des 121, titré « Déclaration sur le droit à l’insoumission dans la guerre d’Algérie ».

### Parcours professionnel
Gilbert Rouget est assistant au musée de l'Homme (1942), chargé de cours à l'Institut d'ethnologie de Paris (1955). En 1957, il rejoint le CNRS comme attaché de recherche, et il est affecté au musée de l'Homme. En 1965 il est nommé chef du département d'ethnomusicologie du musée de l'Homme. Il devient directeur de recherche en 1973. Il est chargé de cours à l'université de Paris X Nanterre, puis en 1980, devient responsable de la filière doctorale en ethnomusicologie. Il prend sa retraite en 1985.
Il reçoit In Memoriam un Coup de Cœur Musiques du Monde 2018 de l’Académie Charles Cros.

### Initiatives scientifiques
Gilbert Rouget s'investit dans l'équipement sonore du musée de l'homme, où il crée en 1947 un studio d'enregistrement du son. Il crée la même année, des éditions de disque du musée de l'Homme, devenues par la suite Collection CNRS-Musée de l'Homme. En 1962, il est cofondateur de la collection Classiques africains, puis en 1964, cofondateur avec Jean Rouch du Laboratoire audiovisuel de l'EPHE Ve section.
À partir de 1968, il met en œuvre une formation de recherche du CNRS, intitulée « Études d'ethnomusicologie » au musée de l'Homme, actuellement rattachée administrativement au LESC UMR 7186, CNRS), à l'université Paris Ouest Nanterre La Défense.

### Missions scientifiques
Gilbert Rouget effectue des missions scientifiques en Afrique dans l'objectif de recueillir les pratiques musicales traditionnelles des populations visitées, il effectue des enregistrements sonores et des photographies ou des films. 

## Publications (sélection)

### Écrits

#### Livres et cahiers (sélection)
- La musique et la transe. Esquisse d'une théorie générale des relations de la musique et de la possession. 4, préface de Michel Leiris. Paris, Gallimard, « Bibliothèque des sciences humaines », 1980, 317 p. prix Charles Blanc de l'Académie française en 1981
- La musique et la transe, Paris, Gallimard, « Tel », 1990, 621 p.
- Un roi africain et sa musique de cour. Chants et danses du palais à Porto-Novo sous le règne de Gbèfa, avec Trân Quang Hai, 2 CD. Paris, Éditions du CNRS, 1996, 392 p.
- Chants et danses initiatiques pour le culte des vôdoun au Bénin, vol. 1: Images du rituel, 107 p.& vol. 2: Musique du rituel, 24 p., complété par un dossier des transcriptions et sonagrammes (en collaboration avec Trân Quang Hai, Jean Schwarz et Jacques Bertrand.
- Musica reservata. Deux chants initiatiques pour le culte des vôdoun au Bénin. Cahier de 32 pages, 17 photos, 1 CD. Paris, Institut de France, 2006.
- Afrique Musiquante. Musiciennes et musiciens traditionnels d'Afrique noire au siècle dernier, Éditions Riveneuve, 2014 (2 CD) 287 p.
- Musique et transe chez les Arabes, Allia, 2017. [Extrait de l'ouvrage "la musique et la transe" 1980]

#### Articles récents
- « In memoriam Germaine Dieterlen », Journal des africanistes, 71 (1) : p. 17-23. 2001
- « Xylophones africains et systèmes musicaux » (nouvelle édition, revue et augmentée). Percussions, n° 8 : p. 30-33. 2002
- « Matérialiser le patrimoine immatériel » in : Matérialiser le patrimoine immatériel. (Paris, Table ronde. Assemblée Parlementaire de la Francophonie). Université Senghor d'Alexandrie, Patrimoine francophone n° 5 : p. 25-28. 2002
- « L’efficacité musicale: musiquer pour survivre. Le cas des Pygmées », L'Homme, Revue française d’anthropologie n° 171-172 : p. 27-52. 2004
- Le Département d’ethnomusicologie du Musée de l'Homme, L’Homme, Revue française d’anthropologie, p. 513-524.2. 2004
- « Transe: émotion, théâtre, sciences neurologiques. À propos des Feux de la Déesse ». Cahier de musiques traditionnelles, n° 19, Chamanisme et possession : p. 211-219. Genève. 2006
- « In memoriam Gérard Béhague ». Cahier de musiques traditionnelles, n° 19 : p. 251. 2006

### Disques (sélection)
- Musique d'Afrique occidentale : malinké et baoulé. Guinée. Microsillon 30/33. Paris, Vogue Contrepoint MC 20.045. 1952
- Fête pour l'offrande des premières ignames à Shango. Enregistré en collaboration avec Pierre Verger. Microsillon 30/33. Paris, Département d'ethnomusicologie du musée de l'Homme, LD 2, 1965.
- Deux chants liturgiques yoruba. Oriki de Shango. Miscrosillon (disque souple) 17/45, musée de l'Homme, Département de la musique LD 45-5. 1965
- Musique des femmes du roi suivi de Musique des serviteurs du roi. Deux CD encartés dans Un roi africain et sa musique de cour. Laboratoire d'ethnomusicologie du CNRS, musée de l'Homme URA I et II. Paris, CNRS Éditions 1996
- Guinée. Musique des Malinké. CD. Paris, Chant du Monde CNR 2741112, Collection CNRS-Musée de l’Homme. Édition revue et augmentée du microsillon de 1972. Notice bilingue de 98 pages et 24 photos. 1999
- Chants et danses initiatiques pour le culte des vôdoun au Bénin, vol. 2. Musique du rituel. Deux CD, Laboratoire d'ethnomusicologie CNRS, musée de l'Homme MHGR 2001 & 2002, complément de l'ouvrage de même nom. Saint-Maur, Édition Sépia. Cf. supra Écrits. 2001

### Films
- Les Novices de Sakpata (Dahomey). En collaboration avec Jean Rouch (caméra 1959) et Danielle Tessier (montage). 16 mm, couleurs, post-synchronisé, 18 min. Comité du Film Ethnographique et CNRS. Disponible en vidéo, CNRS audiovisuel, Meudon, 2001.
- Batteries dogon Eléments pour une étude des rythmes. En collaboration avec Jean Rouch (caméra) et Germaine Dieterlen (1964). Laboratoire audiovisuel de l'École Pratique des Hautes Études (5e section, Sciences religieuses) et le Comité du Film Ethnographique 1965.
- Danses des reines à Porto-Novo. En collaboration avec Jean Rouch (caméra 1969) et Philippe Luzuy (montage). 16 mm, couleurs, son synchrone, 30 min. Comité du Film Ethnographique et CNRS.. Disponible en vidéo au CNRS audiovisuel 1974.
- Ballet de cour des femmes du roi. Vidéo cassette 30 min. Complément de Un roi africain et sa musique de cours. 1996.
- Dahomey 1930. Images de la musique et de la danse. Suite de 28 séquences extraites du film tourné au Dahomey en 1930 par Frédéric Gadmer, sous la direction du R. P. Aupiais, pour les Archives de la Planète d'Albert Kahn. 1997.